# Honschaft Oefte
Die Honschaft Oefte war vom Mittelalter bis in das 19. Jahrhundert hinein eine von 14 Honschaften im Landgericht Homberg des Amtes Angermund im Herzogtum Berg. Das Gebiet der Honschaft gehört heute zum Essener Stadtteil Kettwig der nordrhein-westfälischen Stadt Essen.

## Geschichte
Im Zuge einer Verwaltungsreform innerhalb des Großherzogtums Berg wurde 1808 die Bürgermeisterei Velbert gebildet. Daraufhin bildete die Honschaft im 19. Jahrhundert eine der unteren Verwaltungseinheiten im ländlichen Außenbezirk der bergischen Bürgermeisterei im Kreis Elberfeld des Regierungsbezirks Düsseldorf innerhalb der preußischen Rheinprovinz.
Laut der Statistik und Topographie des Regierungsbezirks Düsseldorf von 1832 gehörten zu der Honschaft die Ortschaften und Wohnplätze Hessenhof, Kotterheid sowie Unternipshagen. Außerdem lag das Schloss Oefte in der Honschaft.
Seit 1846 bildete die Bürgermeisterei Velbert eine Gemeinde gemäß der Gemeinde-Ordnung für die Rheinprovinz vom 23. Juli 1845. Am 23. Oktober 1856 wurde der Gemeinde Velbert die Rheinische Städteordnung verliehen. Oefte wurde zusammen mit den alten Honschaften Hasselbeck, Hetterscheid, Isenbügel, Leubeck und Tüschen am 1. April 1897 aus der Stadt Velbert herausgelöst und Teil der neuen Landgemeinde Heiligenhaus.
Am 1. April 1936 wurde Oefte von Heiligenhaus in die Stadt Kettwig umgemeindet. Als Teil von Kettwig gehört Oefte seit 1975 zur Stadt Essen.
Von etwa 1900 bis zur Einstellung des Fährbetriebs im Februar 1980 verkehrte ein hölzerner Fährnachen zwischen Schloss Oefte auf dem linken und dem Kattenturm auf dem rechten Ruhrufer.